# Adam Marcus
Adam Marcus (* 1968 in Westport, Connecticut) ist ein US-amerikanischer Regisseur und Drehbuchautor.

## Leben
Mit Jason Goes to Hell – Die Endabrechnung beging Adam Marcus 1993 sein Regiedebüt. Für den neunten Teil der Freitag der 13.-Filmreihe entwickelte er außerdem die Story und hatte einen Gastauftritt als Schauspieler. Danach wurde er erst 1999 mit dem Film Snow Days wieder im Filmgeschäft aktiv. Für dieses Werk erhielt er 2000 auch eine Nominierung für den Spezial-Preis beim Deauville Film Festival. Auch in seinem zweiten Werk übernahm er dir Regie und wirkte als Schauspieler mit. Mit weiteren neun Jahren Abstand erschien sein dritter Film Conspiracy – Die Verschwörung mit Val Kilmer. Auch hier ließ er sich einen Auftritt als Schauspieler. 2012 realisierte er den Kurzfilm Conected und schrieb 2013 am Drehbuch zu Texas Chainsaw 3D mit. Außerdem inszenierte er den TV-Film Fitz and Slade.

## Filmografie
- 1993: Jason Goes to Hell – Die Endabrechnung (Regisseur, Entwickler der Story, Schauspieler)
- 1999: Snow Days (Re-Release unter Let It Snow 2001) (Regisseur, Schauspieler)
- 2008: Conspiracy – Die Verschwörung (Regisseur, Drehbuchautor, Schauspieler)
- 2012: Connected (Kurzfilm; Regisseur, Filmeditor, Tongestalter, Kameramann, Produzent)
- 2013: Texas Chainsaw 3D (Drehbuchautor)
- 2013: Fitz and Slade (Regisseur, Filmeditor, Chef-Kameramann, Produzent)
- 2015: Momentum